# Línea Sokólnicheskaya (Metro de Moscú)

Trayecto de la línea Sokólnicheskaya del Metro de Moscú.

La Línea Sokólnicheskaya (del ruso: Соко́льническая ли́ния), antiguamente Kírovsko-Frúnzenskaya (Кировско-Фрунзенская), es la primera línea del metro de Moscú, y data de 1935 cuando el sistema fue abierto. Actualmente existen 22 estaciones abiertas en la línea. En 2016 la línea contaba con 32,5 kilómetros de longitud.

## Historia
La línea fue la primera del sistema y su historia del desarrollo coincide con la historia de la primera etapa del metro de Moscú por completo. Cruzaba Moscú en un eje noreste-suroeste, con su comienzo en el parque Sokolniki y continuando a través de la plaza Komsomolskaya y luego pasando los principales cruces de carreteras del centro de la ciudad: la Puerta Roja, Kirovskaya, la Lubianka y la Plaza del Manège. A partir de ahí, una ramal separado conducía a la calle Arbat y más tarde la estación de tren Kiyevsky, antes de convertirse en 1938 en la línea Arbatsko-Pokrovskaya y, más tarde, en 1958, la línea Filyovskaya. La parte restante de la rama de Frunzenskaya se fue a lo largo de la pared oeste del Kremlin más allá de la Biblioteca Estatal de Rusia a la futura sede del Palacio de los Soviets en la orilla del río Moskva y termina cerca del parque Gorki.

### Evolución
| Tramo                                             | Inauguración            | Longitud |
| ------------------------------------------------- | ----------------------- | -------- |
| Sokolniki – Park Kultury                          | 15 de mayo de 1935      | 8.4 km   |
| Park Kultury – Sportivnaya                        | 1 de mayo de 1957       | 2.4 km   |
| Sportivnaya – Universitet                         | 1 de diciembre de 1959  | 4.5 km   |
| Universitet – Yugo-Zapadnaya                      | 30 de diciembre de 1963 | 4.5 km   |
| Sokolniki – Preobrazhenskaya Ploshchad            | 31 de diciembre de 1965 | 2.5 km   |
| Preobrazhenskaya Ploshchad – Bulvar Rokossovskogo | 3 de agosto de 1990     | 3.8 km   |
| Vorobyovy Gory (tras reconstrucción)              | 14 de diciembre de 2002 | N/A      |
| Yugo-Zapadnaya – Troparyovo                       | 8 de diciembre de 2014  | 2.1 km   |
| Troparyovo – Rumyantsevo                          | 18 de enero de 2016     | 2.5 km   |
| Rumyantsevo – Salaryevo                           | 15 de febrero de 2016   | 1.8 km   |
| Salaryevo – Kommunarka                            | 20 de junio de 2019     | 11.6 km  |
| Total                                             | 26 estaciones           | 44,5 km  |

## Transbordos
| Transbordo a                       | En                          |
| ---------------------------------- | --------------------------- |
| Línea Zamoskvoretskaya             | Okhotny Ryad                |
| Línea Arbatsko-Pokrovskaya         | Biblioteka Imeni Lenina     |
| Línea Filióvskaya                  | Biblioteka Imeni Lenina     |
| Línea Koltsevaya                   | Komsomolskaya, Park Kultury |
| Línea Kaluzhsko-Rizhskaya          | Chistye Prudy               |
| Línea Tagansko-Krasnopresnenskaya  | Lubyanka                    |
| Línea Serpukhovsko-Timiryazevskaya | Biblioteka Imeni Lenina     |
| Línea Lyublinsko-Dmitrovskaya      | Chistye Prudy               |